# Ouro Go
Ouro Go (auch: Oura Go, Ouroga, Ourogo) ist ein Dorf in der Landgemeinde Ouro Guélédjo in Niger.

## Geographie
Das von einem traditionellen Ortsvorsteher (chef traditionnel) geleitete Dorf befindet sich rund fünf Kilometer südwestlich des Hauptorts Ouro Guélédjo der gleichnamigen Landgemeinde, die zum Departement Say in der Region Tillabéri gehört. Zu weiteren Siedlungen in der Umgebung von Ouro Go zählen Adaré Rimaïbé im Nordwesten, Piliki im Norden und Pamboudjé im Südwesten.
Ouro Go ist Teil der Übergangszone zwischen Sahel und Sudan. Die durchschnittliche jährliche Niederschlagsmenge beträgt hier zwischen 500 und 600 mm.

## Geschichte
Mitglieder der Terrororganisation Dschamāʿat Nusrat al-Islām wa-l-Muslimīn töteten am 4. Juli 2023 in Ouro Go drei Zivilisten. Im selben Monat folgten weitere Morde in den Dörfern Pamboudjé, Sakati und Tientienga Fulbé. In zahlreichen weiteren Orten in der Gemeinde Ouro Guélédjo forderten die Angreifer die Bevölkerung unter Drohungen dazu auf, ihre Siedlungen zu verlassen. Dies löste im Juli 2023 eine Fluchtbewegung in die Nachbargemeinde Torodi aus, wo die Vertriebenen vor allem in Schulen unterkamen.

## Bevölkerung
Bei der Volkszählung 2012 hatte Ouro Go 991 Einwohner, die in 72 Haushalten lebten. Bei der Volkszählung 2001 betrug die Einwohnerzahl 679 in 66 Haushalten und bei der Volkszählung 1988 belief sich die Einwohnerzahl auf 512 in 51 Haushalten.

## Wirtschaft und Infrastruktur
In Ouro Go wird eine Niederschlagsmessstation betrieben. Es gibt eine Schule im Dorf.